# Бек-Пирумян, Погос
Погос Бек-Пирумян (арм. Պողոս Բեկ-Փիրումյան; 8 июня 1856, село Нахичеваник, Шушинский уезд, Елизаветпольская губерния, Российская империя — 19 января 1921, Каракилиса) — армянский военачальник, полковник Русской императорской армии, участник Первой мировой войны. Командующий армянскими силами в Сардарападском сражении.

## Биография

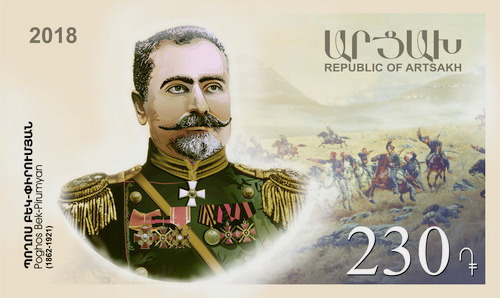
Бек-Пирумян на марке Арцаха 2018 г.

Погос Бек-Пирумян, родившийся 8 июня 1856 года, был опытным военным. Окончил среднюю школу в Шуше, затем учился в юнкерском училище и вступил в Императорскую русскую армию в 1878 году. Погос занимал должности командира батальона и полка и участвовал как в русско-турецкой войне 1877–1878 годов, так и в русско-японской войне 1904–1905 годов. В 1914 году вышел в отставку, но возобновил военную службу в связи с началом Первой мировой войны. Бек-Пирумян воевал на Западном фронте и на Кавказском фронте. В 1916 году он стал командиром 5-го армянского стрелкового полка, который принимал участие в сражениях при Ване и Муше.
В Сардарапатском сражении в 1918 г. 5-й армянский полк (он же 5-й карабахский полк) под командованием Погоса Бек-Пирумяна сумел остановить османскую армию и отбросить её на 15-20 км в западном направлении. Османы затем перегруппировались и с ожесточённым сопротивлением столкнулись с армянским полком при попытках пересечь реку Аракс. В итоге, 29 мая, армяне одержали решительную победу.
После советизации Армении в 1920 году около 1000 офицеров Первой Республики Армения были арестованы и вынуждены пройти пешком от Еревана до Алаверди (около 160 километров). Некоторые из них погибли по дороге. В январе 1921 года многие герои битвы при Сардарабаде были расстреляны, включая родственника Погоса Даниела Бек-Пирумяна. Узнав об этом, Погос Бек-Пирумян 19 января 1921 года застрелился прямо на площади в присутствии общественности. Эти события привели к Февральскому восстанию. 

## Личная жизнь
В 1892 году Бек-Пирумян женился на Екатерине, у них родилось трое детей: Александр (27 октября 1893 г.р.), Тамара (13 октября 1897 г.р.), Михаил (15 декабря 1899 г.р.).
Его троюродный брат, Даниел Бек-Пирумян, также был полковником, участвовавшим во многих тех же сражениях, что и Погос, включая битву при Сардарапате.